# Czołowo (Koło)
Pour les articles homonymes, voir Czołowo.
Czołowo est une localité polonaise de la gmina rurale et du powiat de Koło en voïvodie de Grande-Pologne. Elle se situe à environ 130 kilomètres à l'est de Poznań, la capitale régionale. 